# Parigi-Camembert 1947
La Parigi-Camembert 1947, ottava edizione della corsa e valida come evento del circuito UCI categoria CB1.1, si svolse l'8 aprile 1947. Fu vinta dal francese Robert Dorgebray, in 6h42'00".

## Ordine d'arrivo (Top 10)
| Pos. | Corridore           | Squadra            | Tempo    |
| ---- | ------------------- | ------------------ | -------- |
| 1    | Robert Dorgebray    | Peugeot            | 6h42'00" |
| 2    | Roger Chupin        | Mercier-Hutchinson | s.t.     |
| 3    | René Barret         | Alcyon-Dunlop      | a 25"    |
| 4    | Alexandre Pawlisuak | Rochet             | a 45"    |
| 5    | Andre Denhez        | Garin              | s.t.     |
| 6    | Rene Le Boulanger   | Alcyon-Dunlop      |          |
| 7    | Édouard Muller      | Alcyon-Dunlop      |          |
| 8    | Gabriel Gaudin      | Stella-Hutchinson  |          |
| 9    | Jacques Wassilief   | Rochet             |          |
| 10   | Roger Lévêque       | Rochet             |          |